# El venedor de tabac
El venedor de tabac (originalment en alemany, Der Trafikant) és una pel·lícula austríacoalemanya del 2018 dirigida per Nikolaus Leytner i basada en la novel·la de Robert Seethaler (2012) i protagonitzada per Simon Morzé com a Franz Huchel, Bruno Ganz com a Sigmund Freud i Johannes Krisch com a Otto Trsnjek. S'ha doblat al català.
Es va estrenar el 21 d'agost 2018 al Festival de Cinema de Kitzbühel, on es va projectar com a pel·lícula d'obertura. La pel·lícula es va projectar al Festival de Cinema d'Hamburg el 30 de setembre de 2018. L'estrena a les sales austríaques va tenir lloc el 12 d'octubre, mentre que a Alemanya la pel·lícula es va estrenar l'1 de novembre. La primera emissió de Das Erste va ser l'11 d'agost de 2020, i a ORF es va estrenar el 27 de desembre de 2020.